# 妖魔化
妖魔化（英語：Demonizing the enemy、Demonization of the enemy或Dehumanization of the enemy，直譯：政敵妖魔化、政敵非人化）是一种将敌手宣传为只有破坏性目标的邪恶侵略者的国家政治宣传技巧，是一種訴諸仇恨、涉及人身攻擊、人格謀殺和抹黑的策略。妖魔化是最古老的宣传技巧，旨在激发对敌人的仇恨使之更易被打击，起到保护和动员盟友，使敌人沮丧的效果。
一個被認為是妖魔化行徑的例子是中共對法輪功的指控，西方学者Daniel Wright和Joseph Fewsmith提到，在法轮功于7月22日被宣布为非法后，中国中央电视台每晚半小时的新闻联播，从头至尾渲染反法轮功，在节目中专家、前法轮功练习者、普通居民纷纷发言指控法轮功欺骗信徒、分离家庭、损害健康、影响社会稳定；除此之外，晚间新闻几乎没有其他内容；对此，这两位学者认为：“这种政府操作完全是在妖魔化的分析”
「妖魔化」一詞並不僅限於形容政治人物的行為，也可用以形容任何人的行為。像卡維波就曾在破報上發過一篇題為《我們需要妖魔化強姦犯嗎？》的文章。

## 基本准则
由于术语妖魔化的频繁误用，学者已不再分析它的可能语气。这就是为什么朱尔斯·博伊科夫定义了妖魔化的四个准则：
1. 媒体和国家都使用框架来描绘主要在道德层面的所谓的敌人的固有本性。
2. 敌人的性格是以摩尼教的方式描绘的，正如正义与邪恶的较量。
3. 国家是这种妖魔化描绘的起源。
4. 没有来自国家的重大反诉。

## 历史
在历史上，妖魔化敌人是惯用宣传技巧。修昔底德记录了古希腊时期妖魔化敌人的例子。
菲利普·奈特利认为妖魔化敌方（首个敌对势力领导人和随后的敌对个人）成为西方媒体的可预测模式，最后阶段是暴行。
二战期间，美国国务院和美国其他国家机构在批准后分发了载有敌方妖魔化和挥舞国旗的爱国主义宣传纪录片。

## 个人妖魔化
如果具体到个人，则将敌方妖魔化就更容易进行，例如在一战期间威廉二世被俄国大众媒体妖魔化。

## 后果
我认为避免威胁和使用侮辱性语言是男人谨慎行事的标志，因为这两件事都不会剥夺敌人的力量，但第一件事让他更加警惕，而另一个则加剧了他对你的仇恨，使他更加勤奋地设计伤害你的手段。
 — 尼科洛·马基雅弗利
将敌人妖魔化的战略不可避免地导致了暴行的恶性循环，许多作家都对此进行了阐述，其中包括卡尔·冯·克劳塞维茨。将敌人妖魔化使得外交解决途径不可行，不可避免地导致了战争或关系恶化。尤其是把敌人描绘成邪恶力量，更容易激起杀心。

## 延伸阅读
- Phillip Cole, , Greenwood Publishing Group, 1 January 2006  [29 August 2013], ISBN 978-0-275-99216-3
- Harry Van Der Linden; John W. Lango; Michael W. Brough. . . SUNY Press. 1 February 2012: 149–167  [2017-04-25]. ISBN 978-0-7914-7969-8. （原始内容存档于2017-03-16）.